# Cupa României la handbal feminin 2010-2011
Cupa României la handbal feminin 2010-2011 a fost a 27-a ediție a competiției de handbal feminin românesc organizată de Federația Română de Handbal (FRH) cu începere din 1978. Ediția 2010-2011 s-a desfășurat între 19-21 mai 2011, în Sala Sporturilor din Bacău. Câștigătoarea competiției a fost echipa Oltchim Râmnicu Vâlcea, fiind al 13-lea trofeu de acest fel obținut de formația vâlceană.

## Echipe participante
La ediția 2010-2011 a Cupei României au participat echipele clasate pe primele opt locuri la sfârșitul sezonului 2010-2011 al Ligii Naționale de handbal feminin.
Formațiile care au terminat sezonul competițional pe primele două locuri, CS Oltchim Râmnicu Vâlcea și Universitatea Cluj, au fost desemnate capi de serie pentru a nu se putea întâlni până în finala competiției. Distribuirea celorlalte șase echipe a fost trasă la sorți la sediul FRH.
Conform clasamentului, echipele participante la Cupa României au fost:
- CS Oltchim Râmnicu Vâlcea
- Universitatea Jolidon Cluj
- CSM București
- HC Zalău
- HCM Roman
- HC Oțelul Galați
- HC Dunărea Brăila
- HCM Știința Baia Mare

## Distribuție
Echipele participante au fost împărțite în două grupe, Oltchim Râmnicu Vâlcea și Universitatea Cluj fiind capii de serie. Distribuția echipelor, rezultată în urma tragerii la sorți, s-a făcut după cum urmează:
| Grupa 1                                                             | Grupa a 2-a                                                               |
| ------------------------------------------------------------------- | ------------------------------------------------------------------------- |
| - Oltchim Râmnicu Vâlcea - HC Zalău - HCM Roman - Știința Baia Mare | - „U” Jolidon Cluj - CSM București - HC Oțelul Galați - HC Dunărea Brăila |

## Date
Meciurile ediției 2010-2011 ale Cupei României s-au desfășurat între 19-21 mai 2011, astfel: sferturile de finală pe 19 mai, de la orele 14:00, 16:00, 18:00 și 20:00; semifinalele pe 20 mai, de la orele 18:00 și 20:00; finala pe 21 mai, de la ora 17:00. Toate partidele au avut loc în Sala Sporturilor din Bacău.

## Partide
| Echipa                 | M | V | E | Î | GM  | GP | G   | Pct |
| ---------------------- | - | - | - | - | --- | -- | --- | --- |
| Oltchim Râmnicu Vâlcea | 3 | 3 | 0 | 0 | 118 | 83 | +35 | 6   |
| HC Oțelul Galați       | 3 | 2 | 0 | 1 | 88  | 90 | −2  | 4   |
| HC Dunărea Brăila      | 2 | 1 | 0 | 1 | 63  | 67 | −4  | 2   |
| HCM Roman              | 2 | 1 | 0 | 1 | 59  | 64 | −5  | 2   |
| CSM București          | 1 | 0 | 0 | 1 | 40  | 41 | −1  | 0   |
| „U” Jolidon Cluj       | 1 | 0 | 0 | 1 | 28  | 32 | −4  | 0   |
| HC Zalău               | 1 | 0 | 0 | 1 | 22  | 29 | −7  | 0   |
| Știința Baia Mare      | 1 | 0 | 0 | 1 | 24  | 36 | −12 | 0   |

### Sferturile de finală
| 19 mai 2011 14:00 | CSM București | 40 – 41 | HC Dunărea Brăila | Sala Sporturilor, Bacău Arbitri: Anton, Cristea |
| 19 mai 2011 14:00 | Dobrin 8      | (21-18) | Moldovan 11       | Sala Sporturilor, Bacău Arbitri: Anton, Cristea |
| 19 mai 2011 14:00 |               |         |                   | Sala Sporturilor, Bacău Arbitri: Anton, Cristea |

| 19 mai 2011 16:00 | „U” Jolidon Cluj  | 28 - 32 | HC Oțelul Galați | Sala Sporturilor, Bacău Arbitri: Băducu, Voicu |
| 19 mai 2011 16:00 | Bîrsan, Tivadar 8 | (14-15) | Horjea 16        | Sala Sporturilor, Bacău Arbitri: Băducu, Voicu |
| 19 mai 2011 16:00 |                   |         |                  | Sala Sporturilor, Bacău Arbitri: Băducu, Voicu |

| 19 mai 2011 18:00 | HC Zalău | 22 – 29 | HCM Roman | Sala Sporturilor, Bacău Arbitri: Barbu, Nica |
| 19 mai 2011 18:00 | (10-14)  |         |           | Sala Sporturilor, Bacău Arbitri: Barbu, Nica |
| 19 mai 2011 18:00 |          |         |           | Sala Sporturilor, Bacău Arbitri: Barbu, Nica |

| 19 mai 2011 20:00 | Oltchim Râmnicu Vâlcea | 36 – 24 | Știința Baia Mare | Sala Sporturilor, Bacău Arbitri: Manea, Iliescu |
| 19 mai 2011 20:00 | Elisei, Manea 6        | (19-11) | Puiu 9            | Sala Sporturilor, Bacău Arbitri: Manea, Iliescu |
| 19 mai 2011 20:00 |                        |         |                   | Sala Sporturilor, Bacău Arbitri: Manea, Iliescu |

### Semifinalele
| 20 mai 2011 18:00 | HC Dunărea Brăila | 22 - 27 | HC Oțelul Galați | Sala Sporturilor, Bacău Arbitri: Harabagiu, Stănescu |
| 20 mai 2011 18:00 | Moldovan 6        | (9-12)  | Horjea 12        | Sala Sporturilor, Bacău Arbitri: Harabagiu, Stănescu |
| 20 mai 2011 18:00 |                   |         |                  | Sala Sporturilor, Bacău Arbitri: Harabagiu, Stănescu |

| 20 mai 2011 20:00 | HCM Roman        | 30 - 42 | Oltchim Râmnicu Vâlcea | Sala Sporturilor, Bacău Arbitri: Pavel, State |
| 20 mai 2011 20:00 | Gherman, Marin 8 | (14-20) | Geiger 7               | Sala Sporturilor, Bacău Arbitri: Pavel, State |
| 20 mai 2011 20:00 |                  |         |                        | Sala Sporturilor, Bacău Arbitri: Pavel, State |

### Finala
| 21 mai 2011 17:00 | HC Oțelul Galați | 29 - 40 | Oltchim Râmnicu Vâlcea                | Sala Sporturilor, Bacău Asistență: 1.200 Arbitri: Stark, Ștefan |
| 21 mai 2011 17:00 | Horjea 12        | (16-17) | Elisei, Managarova, Nechita, Stanca 5 | Sala Sporturilor, Bacău Asistență: 1.200 Arbitri: Stark, Ștefan |
| 21 mai 2011 17:00 |                  |         |                                       | Sala Sporturilor, Bacău Asistență: 1.200 Arbitri: Stark, Ștefan |

## Top marcatoare
Actualizat pe 21 mai 2011
| Poz. | Nume                          | Echipă                 | Goluri |
| ---- | ----------------------------- | ---------------------- | ------ |
| 1    | Alina Horjea (ROU)            | HC Oțelul Galați       | 40     |
| 2    | Ada Moldovan (ROU)            | HC Dunărea Brăila      | 17     |
| 3    | Valentina Ardean-Elisei (ROU) | Oltchim Râmnicu Vâlcea | 15     |
| 3    | Ionela Stanca (ROU)           | Oltchim Râmnicu Vâlcea | 15     |
| 5    | Iulia Curea (ROU)             | Oltchim Râmnicu Vâlcea | 13     |
| 6    | Cătălina Cioaric (ROU)        | HC Dunărea Brăila      | 12     |
| 6    | Oana Manea (ROU)              | Oltchim Râmnicu Vâlcea | 12     |
| 8    | Ana Maria Drăguț (ROU)        | HC Dunărea Brăila      | 10     |
| 9    | Diana Puiu (ROU)              | Știința Baia Mare      | 9      |